# Franz Chvostek młodszy
Franz Chvostek młodszy (ur. 3 października 1864 w Wiedniu, zm. 17 kwietnia 1944 w Burg Groppenstein) – austriacki lekarz internista, syn Franza Chvostka. 

## Życiorys
Urodził się 3 października 1864 w Wiedniu, jako syn Františka Chvostka i Leopoldiny Katheriny Franziski Aloisii Režac. Studia ukończył w 1888 roku na Uniwersytecie w Wiedniu. Od 1886 jako aspirant w klinikach Heinricha von Bambergera (1822-1888), Ottona Kahlera (1849-1893), Edmunda von Neussera (1852-1912) i od 1890 do 1892 u Theodora Meynerta (1833-1892). Od 1897 profesor nadzwyczajny. 

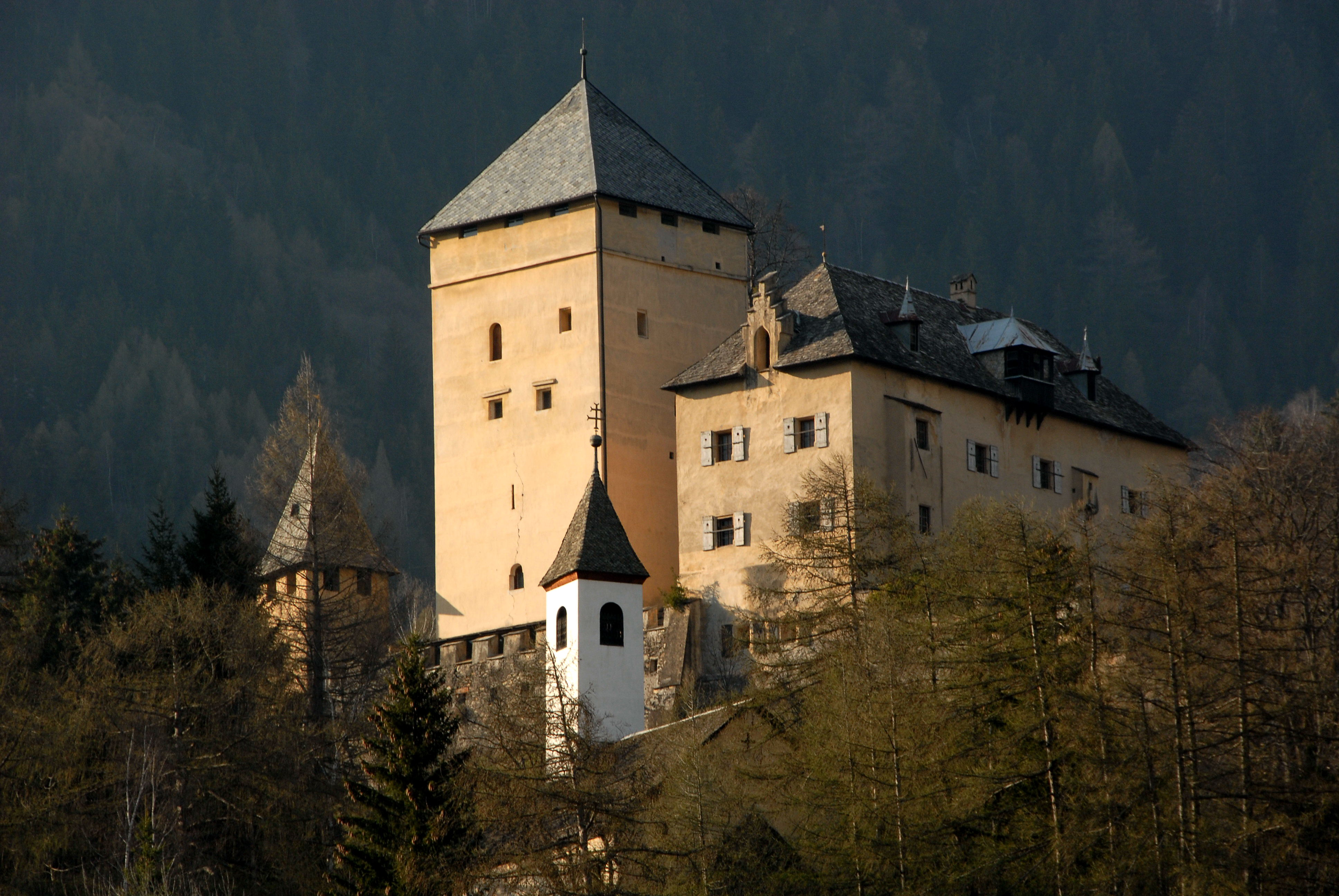
Burg Groppenstein

Był katolikiem, pod koniec życia członek Germanische Glaubens-Gemeinschaft. Żonaty z Wilhelmine Kruder, mieli jednego syna. Zmarł 17 kwietnia 1944 w Burg Groppenstein w Karyntii. 

## Dorobek naukowy
Opisał szczególną postać niedokrwistości (anemia Chvostka). Objaw Chvostka opisał jego ojciec, a nie on, jak się mu niekiedy błędnie przypisuje.

## Wybrane prace
- Ein Fall von Tabes mit Bulbärsymptomen. Neurol. Centralbl. 12, ss. 762-769 (1893)
- Über das Wesen der paroxysmalen Hämoglobinurie. Leipzig-Wien, F. Deuticke 1894.
- Morbus Basedowi und die Hyperthyreosen. [w:] Enzyklopädie der inneren Medizin, Berlin, 1917
- Chvostek F, Kraus F. Ueber den respiratorischen Gaswechsel im Fieberanfall nach Injection der Koch'schen Flüssigkeit. Wiener Klinische Wochenschrift 4 (6): 104-107 (1891)
- Chvostek F, Kraus F. Ueber den respiratoriscben Gaswechsel im Fieberanfall nach Injection der Koch'schen Flüssigkeit. Wiener Klinische Wochenschrift 4 (7): 127-130 (1891)
- Der oxydative Stoffwechsel bei Säureintoxikation. Centralbl. f. klin. Med. 14, ss. 329-334 (1893)